# Pisicile războinice
Pisicile războinice (în original: Warrior Cats) este o serie de romane care prezintă aventurile mai multor clanuri de pisici maidaneze. Acțiunea este amplasată în păduri fictive. Publicată de HarperCollins, seria este scrisă de Victoria Holmes, Cherith Baldry, Kate Cary, Tui Sutherland, Gillian Philip, Inbali Iserles și Rosie Best, scriitoare reunite sub pseudonimul colectiv Erin Hunter. Conceptul și intriga seriei pilot au fost dezvoltate de editorul seriei, Victoria Holmes.

## Rezumat
Cărțile prezintă povestea motanului numit Roșcovanul, care se aventurează în pădure și este găsit de Dungă Cenușie, cel ce va deveni ulterior prietenul lui cel mai bun. Se alătură Clanului Tunetului și află poveștile și tradițiile tuturor clanurilor, cum ar fi Clanul Râului, Clanul Umbrelor și Clanul Vântului. În viitor, Roșcovanul va fi cunoscut drept Labă de Foc (ca ucenic), Inimă de foc (ca războinic și secund al clanului), dar și ca Stea de Foc, drept lider al Clanului Tunetului după moartea conducătoarei acestui clan, Stea Albastră, în timpul unei lupte. 
După izgonirea din Clanul Tunetului lui Gheară de Tigru, partenera lui, Floare Aurie, naște doi pui: Mărăciniș și Pată Roșcată, care mai târziu vor fi cunoscuți ca Labă de Mărăcine și Labă Roșcată. După plecarea lui Labă Roșcată în Clanul Umbrelor, Labă de Mărăcine se axează doar pe antrenamente și se străduiește să câștige încrederea tuturor camarazilor lui. 
După o vreme, cei doi sunt cunoscuți sub numele de Gheară de Mărăcine și Blană Roșcată. 
După moartea primului secund al lui Stea de Foc, Vifor Alb, Dungă Cenușie îi ia locul ca secund. La scurta vreme, teritoriul din pădure este amenințat de Două-picioare și monștrii (mașinile) lor, care începuseră să dărâme copacii și să distrugă toată pădurea. Dungă Cenușie este luat de către Două-picioare și este ținut ostatic.  
Cele 4 Clanuri pleacă în călătorie spre noua lor casă, lăsând în urmă vechiul teritoriu. Stea de Foc refuză să creadă că Dungă Cenușie este mort și nu numește alt secund. Ajunși la teritoriul de lângă lac, cele 4 Clanuri își împart teritoriul și își găsesc tabere. Labă de Frunză, sora lui Labă de Veveriță și fiicele lui Stea de Foc, găsesc, cu ajutorul Clanului Stelelor, un nou loc unde se pot întâlni cu străbunii războinici.
Mai târziu, Iaz de Frunză primește o viziune că Stea de Foc trebuie să numească un secund, iar aceasta îl vede pe Gheară de Mărăcine protejând tabăra, în semn că el trebuie să fie secundul. După ce El este numit secund la o Adunare, Dungă Cenușie apare împreună cu noua lui parteneră, Millie. Stea de Foc decide că e mai bine ca Gheară de Mărăcine să rămână secundul.
După un timp, apare o profeție ce prezice un pericol imens, dar și trei pisici care sunt salvarea tuturor Clanurilor. Cu cât pericolul creștea și pisicile se antrenau în timpul nopții în Pădurea Întunecată, alături de pisicile malefice, crezând că este spre binele Clanului lor. Tribul Vânătorii Fără De Sfârșit, strămoșii celor din tribul Apei Învolburate, le previn pe pisicile Clanurilor că mai au nevoie de o a patra pisică pentru ca profeția să fie completă. 
După ce este găsită a patra pisică, Pădurea Întunecată se pregătește de Marea Bătălie, luptătorii devenind din ce în ce mai puternici. 
La momentul bătăliei, toate cele patru Clanuri se unesc într-unul singur împotriva Pădurii Întunecate. Multe pisici mor, iar pierderile sunt uriașe, dar pisicile malefice sunt alungate atunci când liderul lor, Stea Căzătoare, este omorât. Însă o singură pisică rămâne: Stea de Tigru, acesta dorindu-și răzbunare mai mult ca oricând. Lupta dintre el și Stea de Foc se termină cu Stea de Tigru mort pentru totdeauna, dar și cu cea mai grea pierdere din acea bătălie: moartea lui Stea de Foc. Acesta moare din cauza rănilor suferite agravate de incendiul ce pornise după terminarea bătăliei. 
Asa cum spune tradiția, secundul trebuie să îi ia locul liderului, asa că Gheară de Mărăcine devine liderul și devine cunoscut sub numele de Stea de Mărăcine. Toate certurile și supărarea pe Zbor de Veveriță o dă uitării și îi cere să îi fie secund, dar și să fie parteneri din nou. 

## Serii
Autoarele au scris in total 84 de cărți și continuă povestea cu multe altele. Colecția este tradusă și publicată în limba română de către Editura ALL, fiind tipărite 6 miniserii complete, plus super ediția.

### Seria I - Războinicii
1. Cartea I: În inima pădurii[3]
2. Cartea a II-a: Foc și gheață[4]
3. Cartea a III-a: Pădurea secretelor[5]
4. Cartea a IV-a: Furtuna[6]
5. Cartea a V-a: O cale primejdioasă[7]
6. Cartea a VI-a: Vremuri întunecate[8]

### Seria II - Noua profeție
1. Cartea a VII: Miez de noapte[9]
2. Cartea a VIII-a: Răsărit de lună[10]
3. Cartea a IX-a: Zori de zi[11]
4. Cartea a X-a: Strălucirea stelelor[12]
5. Cartea a XI-a: Amurg[13]
6. Cartea a XII-a: Apus de soare[14]

### Seria III - Puterea celor trei
1. Cartea a XIII-a: Viziunea[15]
2. Cartea a XIV-a: Râul întunecat[16]
3. Cartea a XV: Exilul[17]
4. Cartea a XVI-a: Eclipsa[18]
5. Cartea a XVII-a: Umbre adânci[19]
6. Cartea a XVIII-a: Răsărit[20]

### Seria IV - Sub semnul stelelor
1. Cartea a XIX-a: Al patrulea ucenic
2. Cartea a XX-a:  Ecouri pierdute
3. Cartea a XXI-a: Șoaptele nopții
4. Cartea a XXII-a: Semnul Lunii
5. Cartea a XXIII-a: Războinicul uitat
6. Cartea a XXIV-a: Ultima speranță

### Seria V - Zorii clanurilor
1. Cartea a XXV-a: Calea Soarelui
2. Cartea a XXVI-a: Puterea tunetului
3. Cartea a XXVII-a: Prima bătălie
4. Cartea a XXVIII-a: Steaua strălucitoare
5. Cartea a XXIX-a: O pădure divizată
6. Cartea XXX-a: Calea Stelelor

### Seria VI -Viziunea din umbre
1. Cartea a XXXI-a: Misiunea Ucenicului
2. Cartea a XXXII-a: Tunete și umbre
3. Cartea a XXXIII-a: Un Clan destrămat
4. Cartea a XXXIV-a: Cea mai întunecată noapte
5. Cartea XXXV-a: Râul de Foc
6. Cartea XXXVI-a: Furtuna dezlănțuită

### Seria VII - Codul Încălcat
1. Cartea a XXXVII-a: Stele rătăcite[21]
2. Cartea a XXXVIII-a: Dezghețul Tăcut[22]

### Pisicile războinice super ediție
1. Misiunea lui Stea de Foc
2. Profeția lui Stea Albastră
3. Legământul lui Stea Încovoiată
4. Viziunea lui Zbor de Fluture
5. Răzbunarea lui Stea Înaltă